# Кахлик, Антонин
Антони́н Ка́хлик (чеш. Antonín Kachlík; 26 февраля 1923[…], Кладно[…] — 20 апреля 2022) — чешский кинорежиссёр, сценарист и актёр.

## Биография
В 1950 году окончил ФАМУ в Праге. С 1956 года состоял в штате киностудии «Баррандов». Как режиссёр обращается к различным жанрам: комедия, приключения, сказка, история. Преподавал в ФАМУ. Был председателем секции кино, радио и телевидения Союза работников театра, кино, радио и ТВ ЧССР.
Член жюри VIII Московского международного кинофестиваля.

## Избранная фильмография

### Режиссёр
- 1948 — Влтава после войны / Vltava po válce (к/м, по Владимир Голану)
- 1961 — Июньские дни / Cervnové dny
- 1963 — Нас было десять / Bylo nás deset (по собственному роману)
- 1966 — Смерть за занавесом / Smrt za oponou (по роману Павла Гейцмана[чеш.] «Ангел играет на альте»)
- 1963 — Счастье пришло к ним / Prselo jim stesti
- 1964 — Тридцать три серебряных перепёлки / Triatricet stríbrných krepelek
- 1969 — Я, грустный Бог / Já, truchlivý buh (по новеллам «Смешные любови» Милана Кундеры)
- 1971 — Принц Баяя / Princ Bajaja (по Божене Немцовой)
- 1972 — Мы, пропащие девчонки / My, ztracený holky
- 1973 — Гонщик категории риска / Jezdec formule risk
- 1973 — Преступление в «Голубой звезде» / Zlocin v Modré hvezde
- 1974 — Двадцать девятый / Dvacátý devátý
- 1976 — Наш старик Йозеф / Nás dedek Josef
- 1977 — О моравской земле / O moravské zemi
- 1978 — Веселье до утра / Radost az do rana (по Владимиру Паралу)
- 1979 — / Na koho to slovo padne…
- 1980 — Пожары и пепелища / Požáry a spáleniště (podle Jiřího Švejdy)
- 1982 — Волшебное приключение/  Kouzelné dobrodružství /Cena za nejlepší kameru a Cena za nejlepší film od Organizace producentů na filmovém festivalu v San Sebastian 1982/
- 1984 — / Kouzelníkův návrat
- 1988 — Златовласка — 2 / O zatoulané princezně

## Награды
- 1975 — Государственная премия ЧССР
- 1978 — заслуженный артист ЧССР